# César Soto Grado
César Soto Grado (* 17. Juni 1980 in Candeleda, Provinz Ávila) ist ein spanischer Fußballschiedsrichter.
Soto Grado leitete in der Saison 2018/19 Spiele in der Segunda División und leitet seit der darauffolgenden Saison 2019/20 Spiele in der Primera División.
Seit 2022 steht er auf der Liste der FIFA-Schiedsrichter und leitet internationale Fußballpartien. Im November 2022 debütierte Soto Grado in der Europa Conference League.
Am 16. Januar 2022 leitete Soto Grado das Finale der Supercopa de España 2021 zwischen Athletic Bilbao und Real Madrid (0:2) im König-Fahd-Stadion in Riad.